# Dankovics László
Dankovics László, olykor Dankovits (Zalaegerszeg, 1932. december 15. – Budapest, 1986. március 14.) újságíró, lapszerkesztő.

## Élete
A Marx Károly Közgazdaságtudományi Egyetemen folytatott tanulmányokat, melyek végeztével kezdetben a SZOT osztályvezető-helyetteseként, majd a Népszava főszerkesztő-helyetteseként dolgozott. Haláláról beszámolt a Népszabadság.

## Fontosabb munkái
- A magyar mezőgazdaság (társszerzőkkel, Budapest, 1968)
- A termelőszövetkezetek vállalati gazdálkodása (Budapest, 1969)
- Vállalati dolgozók kézikönyve (Dsajkó Jánossal, Budapest, 1973)
- Fontosabb közgazdasági és szociálpolitikai határozatok és irányelvek gyűjteménye (Jandek Gézával, Budapest, 1976)
- A gazdaságirányítás és a szakszervezetek (szerk., Budapest, 1985)